# Adel (Iowa)
Adel ist eine Gemeinde im Dallas County des US-Bundesstaats Iowa. Das U.S. Census Bureau hat bei der Volkszählung 2020 eine Einwohnerzahl von 6.153 ermittelt.

## Geografie
Adel liegt im Süden Iowas. Die nächstgelegenen größeren Städte sind Des Moines (44 Kilometer), Omaha (223 Kilometer) und Cedar Rapids (202 Kilometer).
Adel hat eine Fläche von 8,5 km².

## Wirtschaft und Infrastruktur
Ein großes Unternehmen aus Adel ist der Saatguthersteller Stine Seed.

## Söhne und Töchter der Stadt
- Nile Kinnick, Footballspieler